# Harold McMunn
Harold Edgar McMunn (ur. 6 października 1902 w Lanark, zm. 5 lutego 1964 w Toronto) – kanadyjski hokeista.
McMunn był członkiem drużyny Toronto Granites, która wygrała złoty medal dla Kanady podczas Zimowych Igrzysk Olimpijskich w 1924 roku.